# نيكو توماس
نيكو توماس (بالإندونيسية: Nico Thomas) مواليد 10 يونيو 1966 في إندونيسيا، هو ملاكم إندونيسي. حقق بطولة الاتحاد الدولي للملاكمة.

## إحصائيات
خاض خلال مسيرته 58 نزالا، فاز في 29 وتعادل في 6 وخسر في 23. فاز بالضربة القاضية في 18 نزالا.

## روابط خارجية
- نيكو توماس على موقع بوكس ريك (الإنجليزية) (registration required)